# Kihnu
Kihnu (švédsky Kynö, německy Kühnö) je jeden z estonských ostrovů v Rižském zálivu. Nachází se přibližně 12 km jihozápadně od Tõstamaaského poloostrova při západním okraji Pernavského zálivu. Zeměpisné souřadnice středu ostrova jsou 58° 07' 48" severní šířky a 23° 59' 24" východní délky.
Ostrov má rozlohu 16,38 km², což ho činí sedmým největším ostrovem v Estonsku, a zvedá se nad mořskou hladinu do výše 8 m.

## Galerie

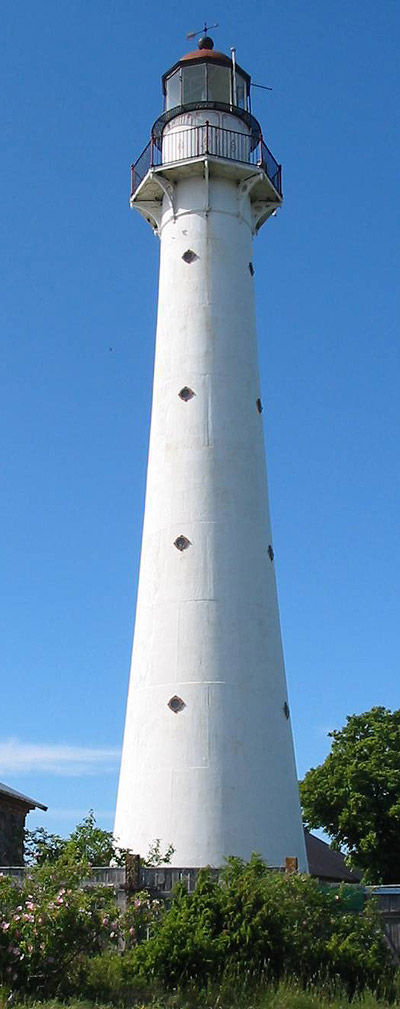
Kihnuský maják
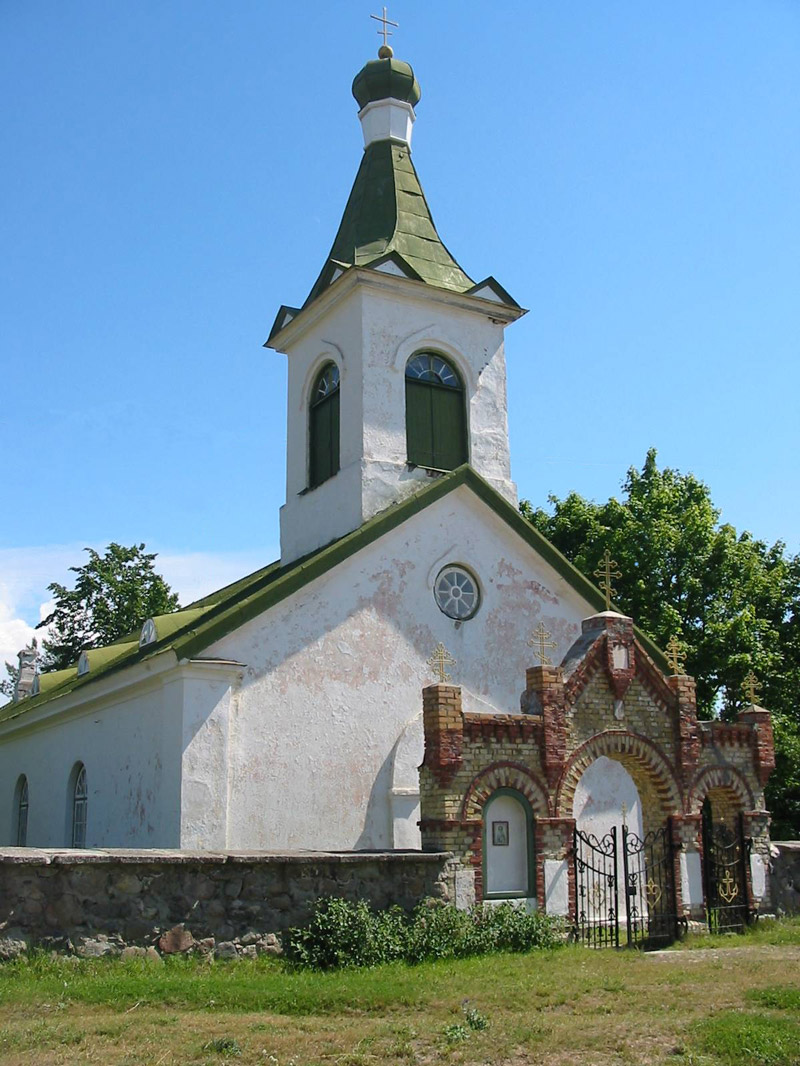
Kostel sv. Mikuláše
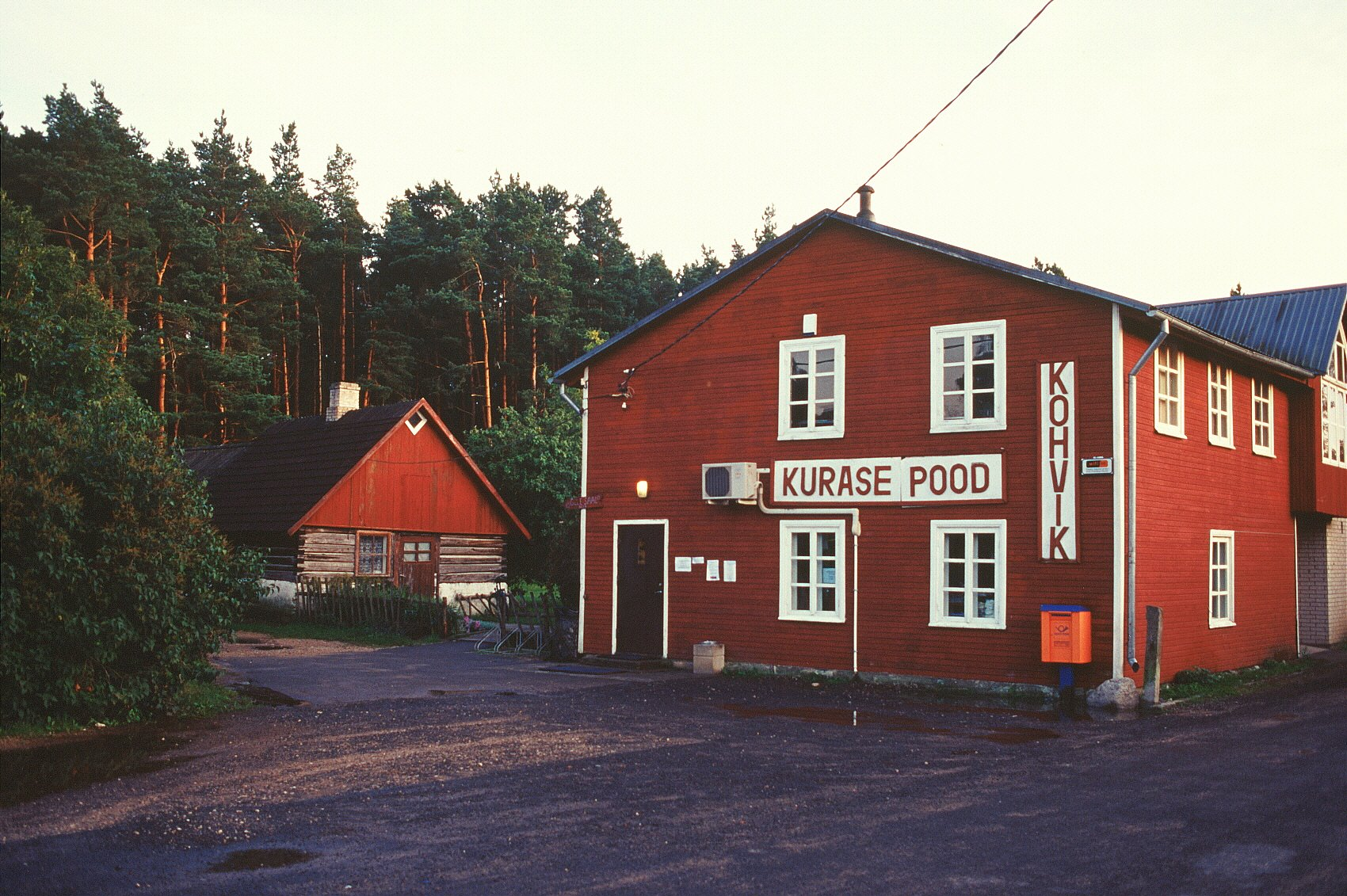
Vesnický koloniál
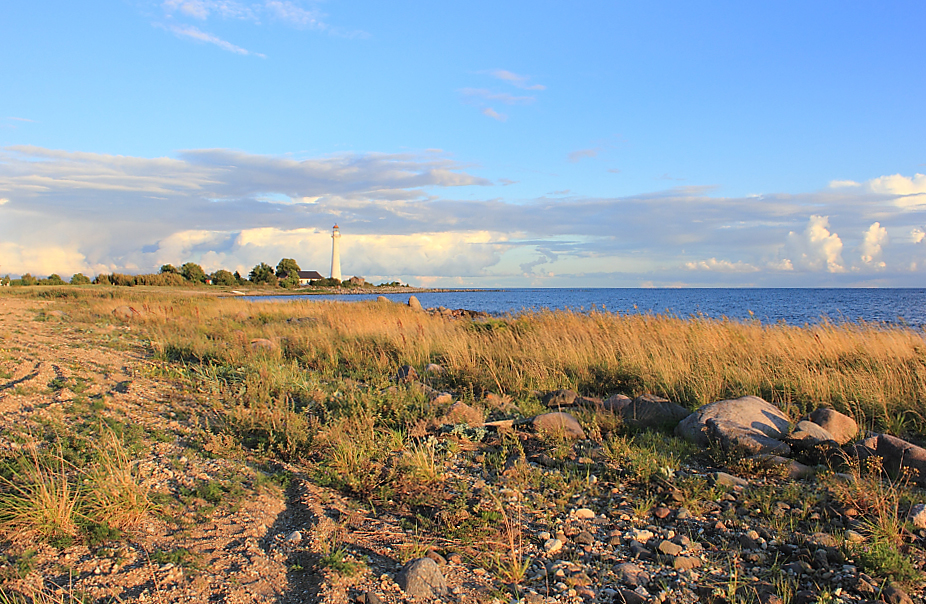
Pobřeží